# Malataverne
Pour les articles homonymes, voir Malataverne (roman) et RAC.
Malataverne est une commune française située dans le département de la Drôme, en région Auvergne-Rhône-Alpes.
En 1891, la commune portait encore le nom de Rac. Malataverne n'en était qu'un hameau.

## Géographie

### Localisation
Malataverne est située à 9 km au sud de Montélimar.

### Relief et géologie
Sites particuliers :
- le Navon (335 m) ;
- Serre de Malobret.

### Hydrographie
La commune est arrosée par les cours d'eau suivants :
- la Riaille ;
- Ruisseau de Pinton.

La Riaille
Son nom dérive de l'ancien occitan riailh « ruisseau », dérivé du latin rivus, avec le suffixe -alia[réf. nécessaire].
Ce ruisseau a sa source sur la commune d'Allan, traverse celles de Malataverne (Rac) puis de Châteauneuf-du-Rhône avant de se jeter dans le Rhône après un cours de 10 km. En 1891, sa largeur moyenne est de quatorze mètres, sa pente est de 121 m, son débit ordinaire est de 0,50 m3, extraordinaire de 140 m3 : 
- 1300 : aqua de Rialha (terrier de Saint-Pierre du Palais) ;
- 1367 : Realha (terrier de Saint-Pierre du Palais) ;
- 1425 : La Rialha (archives de la Drôme, E 1482) ;
- 1669 : La Rialle et Les Boissières (archives de la Drôme, E 482) ;
- 1891 : La Rialle.

### Climat
Pour des articles plus généraux, voir Climat d'Auvergne-Rhône-Alpes et Climat de la Drôme.
En 2010, le climat de la commune est de type climat méditerranéen franc, selon une étude du CNRS s'appuyant sur une série de données couvrant la période 1971-2000. En 2020, Météo-France publie une typologie des climats de la France métropolitaine dans laquelle la commune est exposée à un climat méditerranéen et est dans la région climatique  Provence, Languedoc-Roussillon, caractérisée par une pluviométrie faible en été, un très bon ensoleillement (2 600 h/an), un été chaud (21,5 °C), un air très sec en été, sec en toutes saisons, des vents forts (fréquence de 40 à 50 % de vents > 5 m/s) et peu de brouillards. 
Pour la période 1971-2000, la température annuelle moyenne est de 13,2 °C, avec une amplitude thermique annuelle de 18 °C. Le cumul annuel moyen de précipitations est de 895 mm, avec 6,5 jours de précipitations en janvier et 3,7 jours en juillet. Pour la période 1991-2020, la température moyenne annuelle observée sur la station météorologique de Météo-France la plus proche, sur la commune de Donzère à 5 km à vol d'oiseau, est de 14,5 °C et le cumul annuel moyen de précipitations est de 826,1 mm,. Pour l'avenir, les paramètres climatiques de la commune estimés pour 2050 selon différents scénarios d'émission de gaz à effet de serre sont consultables sur un site dédié publié par Météo-France en novembre 2022.

## Urbanisme

### Typologie
Au 1er janvier 2024, Malataverne est catégorisée bourg rural, selon la nouvelle grille communale de densité à 7 niveaux définie par l'Insee en 2022.
Elle appartient à l'unité urbaine de Châteauneuf-du-Rhône, une agglomération intra-départementale dont elle est une commune de la banlieue,. Par ailleurs la commune fait partie de l'aire d'attraction de Montélimar, dont elle est une commune de la couronne,. Cette aire, qui regroupe 45 communes, est catégorisée dans les aires de 50 000 à moins de 200 000 habitants,.

### Occupation des sols
L'occupation des sols de la commune, telle qu'elle ressort de la base de données européenne d’occupation biophysique des sols Corine Land Cover (CLC), est marquée par l'importance des forêts et milieux semi-naturels (40,4 % en 2018), en diminution par rapport à 1990 (42,7 %). La répartition détaillée en 2018 est la suivante : zones agricoles hétérogènes (34,8 %), forêts (32 %), zones industrielles ou commerciales et réseaux de communication (12,1 %), milieux à végétation arbustive et/ou herbacée (8,4 %), zones urbanisées (7,8 %), terres arables (3,2 %), cultures permanentes (1,7 %). L'évolution de l’occupation des sols de la commune et de ses infrastructures peut être observée sur les différentes représentations cartographiques du territoire : la carte de Cassini (XVIIIe siècle), la carte d'état-major (1820-1866) et les cartes ou photos aériennes de l'IGN pour la période actuelle (1950 à aujourd'hui).

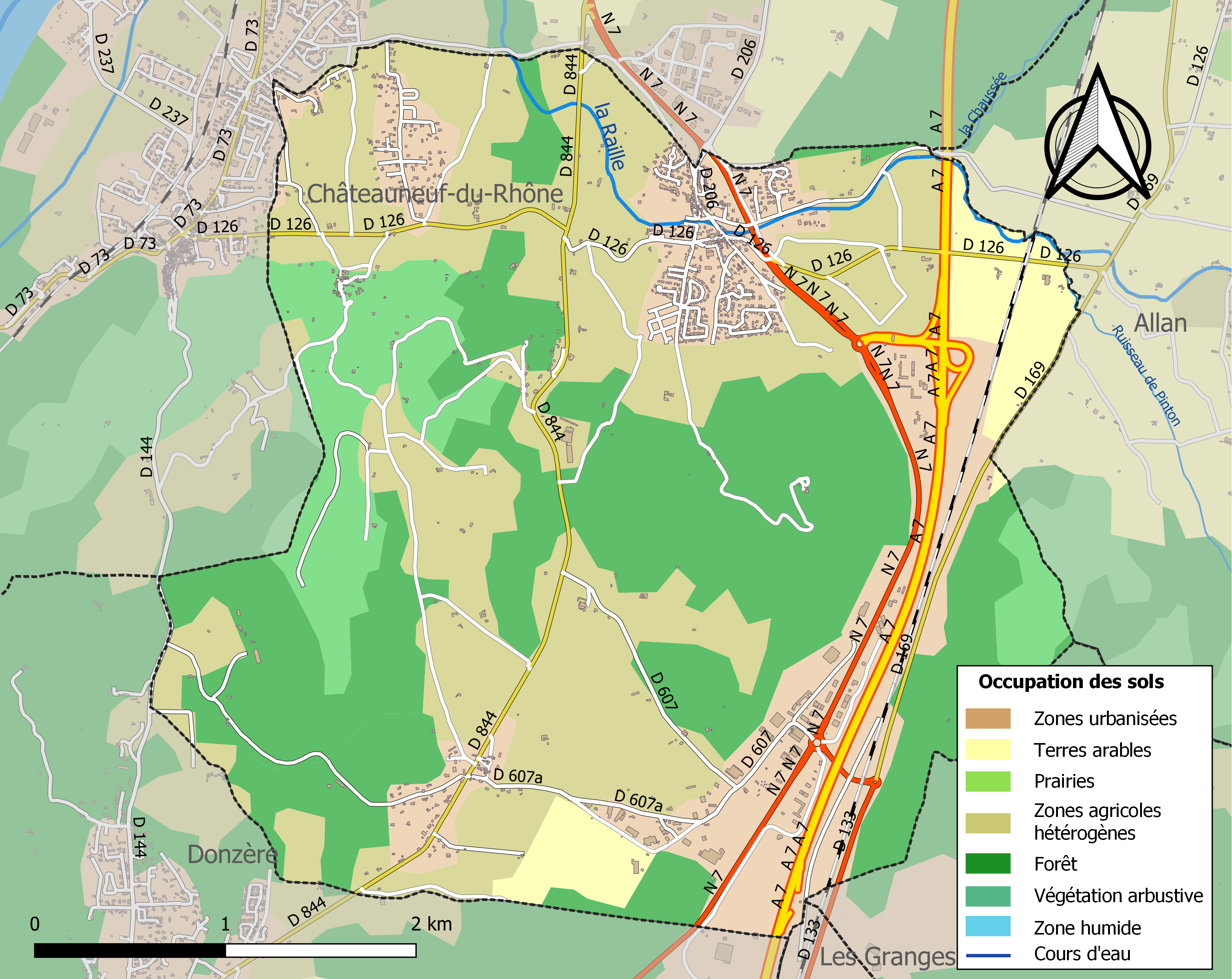
Carte des infrastructures et de l'occupation des sols de la commune en 2018 (CLC).

### Morphologie urbaine

#### Quartiers, hameaux et lieux-dits
Site Géoportail (carte IGN) :
- Aizac
- Bastian
- Bel-Air
- Belle Eau
- Bendon
- Benoit
- Billon
- Bouvier
- Bravadis
- Brugier
- Carré
- Château Belle Eau
- Clarinas
- Combelière
- Cru
- Durand
- Fiallon
- Giffard
- Grousson
- Jarnias
- le Clos
- la Coque
- la Curatte
- le Colombier
- le Fourfouillet
- le Moulinas
- le Petit Bel-Air
- le Planas
- le Pont d'Ombras
- le Razas
- les Bussières
- les Couriasses
- les Grés
- les Grèzes
- les Hauts de Malataverne
- les Joannins (quartier)
- les Plaines
- les Planes
- les Roumézières
- Malavas
- Malobret
- Mas des Sources
- Mayol
- Notre-Dame de Montchamp
- Rac
- Reboul
- Reynaud
- Roucoule
- Roustan
- Sainte-Agnès (est)
- Sainte-Agnès (ouest)
- Saint-Estève
- Terras
- Tourvieille

### Voies de communication et transports
La commune est desservie par la route nationale N 7 et les routes départementales D 126, D 133, D 169, D 607, D 607a, D 844.
L'autoroute A7 traverse la commune. Il y a un péage.
La ligne de bus no 42 (Avignon-Montélimar) dessert quotidiennement la commune, avec plusieurs allers-retours.

### Risques naturels et technologiques

#### Risques sismiques
Le village de Malataverne a été touchée par des tremblements de terre d’intensité V-VI sur l’échelle MSK dans en 1548, 1873 et 1934.
À partir du 14 juillet 1873, un essaim de séismes frappe les villages de Rac, Châteauneuf-du-Rhône et Donzère. Les secousses se produisent jusqu'au 15 août. Les plus violentes sont celles du 19 juillet et du 8 août. À Châteauneuf-du-Rhône, la plupart des maisons se lézardent et les habitants sont obligés de coucher dehors par mesure de sécurité. L’église et la gare de Donzère sont endommagées.
À partir du 1er mai 1934, une longue série de plusieurs centaines de secousses telluriques, dont certaines très violentes, commence dans le Tricastin. Elles sont ressenties à Malataverne, Donzère, Châteauneuf-du-Rhône et Les Granges-Gontardes.

## Toponymie
En 1891, la commune portait encore le nom de Rac. Malataverne n'en était qu'un hameau.
Par le décret du 4 mai 1891, Malataverne devient le chef-lieu de la commune qui prend son nom. Rac n'est plus qu'un hameau[réf. nécessaire].

### Rac
Attestations
- 1182 : de Rac (cartulaire des Templiers, 135).
- 1281 : mention du mandement : mandamentum castri de Raco (cartulaire de Durbon).
- 1291 : Racum et castrum de Raco (Valbonnais, II, 59).
- 1338 : de Ranco (archives de la Drôme, E 3490).
- 1391 : Raac (choix de documents, 214).
- 1891 : Rac, commune du canton de Montélimar.

Étymologie

### Malataverne
Malatavèrna en occitan provençal[réf. nécessaire].
Attestations
Le toponyme Malataverne est attesté en 1710 (archives de la Drôme, E 6804). En 1891, c'est un hameau de la commune de Rac.
Étymologie

## Histoire

### Préhistoire
Site de la colline de Roucoule : occupé du 50e au 42e millénaire par les Néandertaliens et des Homo sapiens dont les traces sont visibles sur le site archéologique de « la Grotte Mandrin » qui surplombe la vallée du Rhône sur sa rive gauche. Cet abri-sous-roche creusé dans le massif calcaire est situé à mi-pente de la colline du Jas des Chèvres. Une équipe d'archéologues conduite par le paléoanthropologue Ludovic Slimak y a notamment découvert une dent de lait appartenant à un homme moderne dont la datation à 54 000 ans remet en question l'histoire du peuplement de l'Europe. Le site contient également des centaines de pointes de silex très finement taillées n'ayant rien à voir avec les techniques néandertaliennes, plus sommaires. La grotte Mandrin a été occupée tant par les Sapiens que par l'Homme de Néandertal,.

### Protohistoire
Site de la colline de Montchamp : ancien oppidum celtique (1er âge du fer)[réf. nécessaire].

### Antiquité: les Gallo-romains
- Vestiges de maisons gallo-romaines avec mosaïques, d'un aqueduc et d'une nécropole du Ve siècle[23].
- Le col de Malataverne, passage naturel entre la plaine de Montélimar et celle de Pierrelatte, est utilisé par la via Agrippa[réf. nécessaire].

### Du Moyen Âge à la Révolution
Malataverne est, à cette époque, un hameau de la commune de Rac.
La seigneurie de Rac :
- Au point de vue féodal, Rac était une terre (ou seigneurie) du patrimoine des Adhémar.
- 1292 : elle est hommagée au pape
- Avant 1496 : elle est acquise par les Romieux.
- 1643 : elle passe aux Forbin.
- 1646 : vendue aux Escalin des Aimars.
- 1681 : revendue aux Feautrier.
- 1700 : passe aux Ripert d'Alauzier, derniers seigneurs.

Le régime féodal ne concernait qu'un peu plus de la moitié des terres de la commune : en effet, 41 % des terres étaient la propriété collective de la communauté villageoise.
Avant 1790, Rac était une communauté de l'élection, subdélégation et sénéchaussée de Montélimar.

Elle formait une paroisse du diocèse de Saint-Paul-Trois-Châteaux dont l'église, dédiée à saint Jean-Baptiste, était celle d'un prieuré de l'ordre de Saint-Ruf qui fut uni au collège des jésuites d'Avignon vers la fin du XVIIe siècle. Ce collège avait, de ce chef, la collation de la cure et les dîmes de cette paroisse.

Le mandement de Rac avait la même étendue que la commune de ce nom.

#### Les Joannins
En 1891, ce nom est celui d'une ferme, et d'un quartier partagé entre les communes de Malataverne (Rac) et de Donzère. Il est mentionné sous le nom de Joanin par les cartes d'état-major. Les Joannins est le nom actuel.

#### Navon
En 1891, ce nom est celui d'un mont et d'une ferme. Dès la fin du XVIIe siècle, le domaine appartenait aux Joubert qui le possédaient encore en 1790.

### De la Révolution à nos jours
En 1790, la commune de Rac est comprise dans le canton de Donzère.
- Par les décrets du 15 janvier, puis du 16 et 20 février 1790, l'Assemblée Nationale divise la France en 83 départements. La Drôme et ses 257 386 habitants se compose alors de 350 communes et 60 cantons. La commune de Rac se retrouve dans le canton de Donzère avec sept autres communes : Allan, Châteauneuf-du-Rhône, Donzère, La Garde-Adhémar, Les Granges-Gontardes, Réauville, Roussas[réf. nécessaire].
- La réorganisation de l'an VIII (1799-1800) la place dans le canton de Montélimar[19].

Entre 1795 et 1803, les brigands étaient évalués à une centaine dans la région. Le nom de la grotte Mandrin, sur la colline de Roucoule, atteste de cette période[réf. nécessaire].
- Dans le maquis au sud de Montélimar, le bois des Mates fut le théâtre d'une attaque. Mate est d'ailleurs un vieux mot signifiant « tromperie », « filouterie »[réf. nécessaire].
- Le 24 octobre 1798, on commentait la dernière attaque de la malle-poste, perpétrée à la sortie de Donzère-les Joannins par une troupe de quarante brigands armés : l'escorte de dix fusiliers fut massacrée et la malle-poste délestée de l'argent qu'elle transportait[27].

En 1868, l'église de Malataverne (construite dans les années 1860) devient le lieu de culte de la paroisse de Rac[réf. nécessaire].
En 1886, Rac a une population de 547 habitants. La commune fait partie du canton de Montélimar avec dix autres communes  : Allan (917 habitants), Ancone (413), Châteauneuf-du-Rhône (1195), Espeluche (585), Montboucher (586), Montélimar (14014), Portes (523), Puygiron (342), Rochefort (298), La Touche (264). Le canton possède donc 19 963 habitants[réf. nécessaire].
Par le décret du 4 mai 1891, Malataverne devient le chef-lieu de la commune qui prend son nom. Rac n'est plus qu'un hameau[réf. nécessaire].

#### Seconde Guerre mondiale
Le 25 août 1944, des groupes de chasse, basés en Corse, participent aux missions de reconnaissance au-dessus de la vallée du Rhône, en collaboration avec les groupes de chasse américains[réf. nécessaire]. 
Leurs chasseurs-bombardiers Republic P-47 Thunderbolt survolent la région entre Orange et Montélimar et attaquent systématiquement tous les véhicules. L'appareil du lieutenant-colonel Guy Fanneau de La Horie, touché par la flak (batterie anti-aérienne), explose en touchant le sol, au quartier de « Jarnias » (à proximité de la ferme Menut) sur la commune de Malataverne.

## Politique et administration

### Liste des maires
| Période                                                                      | Période                       | Identité                              | Étiquette | Qualité |
| ---------------------------------------------------------------------------- | ----------------------------- | ------------------------------------- | --------- | ------- |
| Les données manquantes sont à compléter. : de la Révolution au Second Empire |                               |                                       |           |         |
| 1790                                                                         | 1871                          | ?                                     |           |         |
| Les données manquantes sont à compléter. : depuis la fin du Second Empire    |                               |                                       |           |         |
| 1871                                                                         | 1874                          | ?                                     |           |         |
| 1874                                                                         | 1878                          | ?                                     |           |         |
| 1878                                                                         | 1884                          | ?                                     |           |         |
| 1884                                                                         | 1888                          | ?                                     |           |         |
| 1888                                                                         | 1892                          | ?                                     |           |         |
| 1892                                                                         | 1896                          | ?                                     |           |         |
| 1896                                                                         | 1900                          | ?                                     |           |         |
| 1900                                                                         | 1904                          | ?                                     |           |         |
| 1904                                                                         | 1908                          | ?                                     |           |         |
| 1908                                                                         | 1912                          | ?                                     |           |         |
| 1912                                                                         | 1919                          | ?                                     |           |         |
| 1919                                                                         | 1925                          | ?                                     |           |         |
| 1925                                                                         | 1929                          | ?                                     |           |         |
| 1929                                                                         | 1935                          | ?                                     |           |         |
| 1935                                                                         | 1945                          | ?                                     |           |         |
| 1945                                                                         | 1947                          | ?                                     |           |         |
| 1947                                                                         | 1953                          | ?                                     |           |         |
| 1953                                                                         | 1959                          | ?                                     |           |         |
| 1959                                                                         | 1965                          | ?                                     |           |         |
| 1965                                                                         | 1983                          | Maurice Chabaud                       |           |         |
| 1983                                                                         | 1995                          | Émile Lerat                           |           |         |
| 1995                                                                         | 2001                          | Jean Leydier                          |           |         |
| 2001                                                                         | 2020                          | Alain Fallot                          | PS        | employé |
| 2020                                                                         | En cours (au 7 décembre 2020) | Véronique Alliez[source insuffisante] |           |         |

### Rattachements administratifs et électoraux
Pour les élections législatives, la commune faisait partie du Canton de Montélimar-2 avant mars 2015. Depuis, elle est dans la Deuxième circonscription de la Drôme

## Population et société

### Démographie
L'évolution du nombre d'habitants est connue à travers les recensements de la population effectués dans la commune depuis 1793. Pour les communes de moins de 10 000 habitants, une enquête de recensement portant sur toute la population est réalisée tous les cinq ans, les populations de référence des années intermédiaires étant quant à elles estimées par interpolation ou extrapolation. Pour la commune, le premier recensement exhaustif entrant dans le cadre du nouveau dispositif a été réalisé en 2007.

En 2022, la commune comptait 2 238 habitants, en évolution de +12,58 % par rapport à 2016 (Drôme : +2,64 %, France hors Mayotte : +2,11 %).
| 1793 | 1800 | 1806 | 1821 | 1831 | 1836 | 1841 | 1846 | 1851 |
| ---- | ---- | ---- | ---- | ---- | ---- | ---- | ---- | ---- |
| 404  | 346  | 437  | 532  | 556  | 594  | 620  | 595  | 671  |

| 1856 | 1861 | 1866 | 1872 | 1876 | 1881 | 1886 | 1891 | 1896 |
| ---- | ---- | ---- | ---- | ---- | ---- | ---- | ---- | ---- |
| 665  | 623  | 637  | 562  | 596  | 572  | 547  | 513  | 527  |

| 1901 | 1906 | 1911 | 1921 | 1926 | 1931 | 1936 | 1946 | 1954 |
| ---- | ---- | ---- | ---- | ---- | ---- | ---- | ---- | ---- |
| 472  | 433  | 444  | 394  | 394  | 433  | 408  | 390  | 472  |

| 1962 | 1968 | 1975 | 1982 | 1990  | 1999  | 2006  | 2007  | 2012  |
| ---- | ---- | ---- | ---- | ----- | ----- | ----- | ----- | ----- |
| 436  | 480  | 785  | 985  | 1 289 | 1 419 | 1 598 | 1 624 | 1 891 |

| 2017  | 2022  | - | - | - | - | - | - | - |
| ----- | ----- | - | - | - | - | - | - | - |
| 2 012 | 2 238 | - | - | - | - | - | - | - |

### Enseignement
La commune relève de l'académie de Grenoble.

### Manifestations culturelles et festivités
- Fête : quatrième dimanche de juillet[23].

### Médias

#### Presse écrite
- Le quotidien régional Le Dauphiné libéré dispose d'une rédaction et d'un service commercial dans la ville.
- L'hebdomadaire bidépartemental La Tribune de Montélimar, propriété du Dauphiné Libéré, a son siège dans la commune.
- L'hebdomadaire L'Agriculture Drômoise, journal d'informations agricoles et rurales, couvre l'ensemble du département de la Drôme.

#### Presse audiovisuelle
- Ici Drôme Ardèche est une radio publique diffusée sur son territoire et sur la totalité du département.
- France 3 Rhône-Alpes et France 3 Alpes

### Cultes
- Pèlerinage catholique à Notre-Dame-de-Montchamp de juillet à octobre[23].

## Économie

### Agriculture
En 1992 : lavande, céréales, vignes (vins AOC Coteaux du Tricastin), vergers, élevage.

## Culture locale et patrimoine

### Lieux et monuments
- Restes de remparts et des châteaux[23].
- Église Sainte-Madeleine de Malataverne, médiévale : curieux clocher-mur[23].
- Chapelle Notre-Dame de Montchamp (XIe siècle) : ancien prieuré au XVIIe siècle[23].

Chapelle Notre-Dame-de-Montchamp : ancien prieuré bernardin, attesté depuis le XIe siècle. Il aurait été construit sur un ancien lieu de culte celtique[réf. nécessaire].
- Église Saint-Jean-Baptiste de Rac (XVe siècle) : style gothique, peintures du XVIIIe siècle[23].

Chapelle Saint-Jean-Baptiste-de-Rac (en cours de rénovation) : chœur gothique unique en Tricastin ; abandonnée comme église paroissiale en 1891 au profit de l'église de Malataverne[réf. nécessaire].
- Château de Belle-Eau[23].

Château de Belle-Eau (hameau des Joannins). Le nom vient de la grange Belot (1692) (archives de la Drôme B709). Le 29 septembre 1856, François Bravais se porte acquéreur du domaine Belleau. Il revendit le domaine à Salomon Beleys le 15 mai 1874[réf. nécessaire].
- Statue de Nicolas Appert, œuvre en pierre de Roger Marion (2010), (site Lagarde)[réf. nécessaire].

### Patrimoine culturel

#### La légende de Paragor
Dans les temps anciens, au début de l'époque gauloise, le territoire de Malataverne était la propriété d'Odoric, seigneur de Rac, qui vivait dans son château sur le versant nord de la colline du Navon. Tout près de là, sur la colline de Montchamp, vivait le druide Paragor. Celui-ci avait, pour lui tenir compagnie, une louve nommée Selly qu'il avait recueillie jeune, car elle avait quitté sa meute. Les habitants de la région le connaissaient car il était le guérisseur ; il les soignait et les soulageait avec ses potions.
Une nuit de pleine lune, à la fin de l'été, une bande de nomades venus de nulle part et qui écumaient la région depuis quelque temps, attaquèrent le druide dans son sommeil pour lui voler les rares pièces d'or qu'il pouvait détenir. Après lui avoir fait avouer où se trouvaient ses modestes économies, ils le décapitèrent et tuèrent également sa louve venue le défendre.
Depuis, à Montchamp, les nuits de pleine lune, lorsque souffle une légère bise, on entend le hurlement plaintif de Selly et certains ont même pu apercevoir le druide Paragor tenant sa tête entre ses mains. Sur une idée originale de Yannick P[réf. nécessaire]

### Patrimoine naturel
- la grotte Mandrin), caverne de 8 m de profondeur, avec une entrée de 13 m de large et de 2 m de haut[réf. nécessaire] (colline de Roucoule).

### Personnalités liées à la commune
- Jean Gauthier (né en 1793 à Malataverne) : cavalier au 12e Régiment de chasseurs à cheval (1812 à 1814), décoré de la « médaille de Sainte-Hélène » (décoration créée par Napoléon III)[34].

### Héraldique, logotype et devise
| Armes de Malataverne | Les armes de Malataverne se blasonnent ainsi : D'azur à la muraille mouvant des flancs et de la pointe, sommée à dextre d'un clocher et à senestre d'une tour, le tout d'or ajouré de sable. |